# メタドヘリン
メタドヘリン（英: metadherin、MTDH）、 LYRIC（lysine-rich CEACAM1 co-isolated）、またはAEG-1（astrocyte elevated gene 1）は、ヒトではMTDH遺伝子にコードされるタンパク質である。

## 機能
MTDH（AEG-1）は、HIF-1αを介した血管新生に関与している。MTDHはSND1とも相互作用してRNA誘導サイレンシング複合体（RISC）とも関係し、RISCやmiRNAの機能に非常に重要な役割を果たしている。MTDHは細胞核でスプライソソームタンパク質とも相互作用し、選択的スプライシング過程を調節していることが示されている。
MTDHはLSF（Late SV40 factor）/TFCP2と呼ばれるがん遺伝子を誘導する。LSF/TFCP2はチミジル酸シンターゼの誘導とDNA生合成に関与している。LSF/TFCP2はMMP9の転写をアップレギュレーションすることで、血管新生を亢進する。

## 臨床的意義
MTDHは、メラノーマ、悪性神経膠腫、乳がん、肝細胞がんにおいてがん遺伝子として作用する。MTDHはこれらのがんで高度に発現しており、その発生とプログレッションを補助している。MTDHはがん遺伝子であるc-Mycによって誘導され、がん細胞の足場非依存性増殖（転移）に重要な役割を果たしている。
MTDHの過剰発現は乳がんの40%以上でみられ、臨床的予後不良と関係している。MTDHは播種性転移の促進と化学療法抵抗性の向上という二重の役割を担っている。そのため、MTDHは化学療法の効果を高め、転移を抑えるための治療標的としての可能性がある。miRNAによるMTDHの人為的ノックダウンは、乳がんにおいてがん抑制機能を有する可能性がある。
MTDHは前立腺がんでも過剰発現していることが示されている。そこでは細胞質へより多く局在する変化が生じており、予後不良の指標となる。前立腺がん細胞の細胞核では、MTDHはCD44などの遺伝子の選択的スプライシングに影響を与えていることが示されており、前立腺がんのプログレッションと関係している可能性もある。
MTDHによって誘導されるLSF/TFCP2は、化学療法抵抗性、上皮間葉転換、アレルギー応答、炎症、アルツハイマー病など、多面的役割を果たす。
MTDHはマウスの肝臓で脂肪肝を誘発する。

## 相互作用
MTDHは次に挙げる因子と相互作用することが示されている。
- ヌクレオリン（英語版）[23]
- RELA（英語版）[24]

## 関連文献
- “Astrocyte elevated gene-1: recent insights into a novel gene involved in tumor progression, metastasis and neurodegeneration”. Pharmacology & Therapeutics 114 (2):  155–70. (May 2007). doi:10.1016/j.pharmthera.2007.01.010. PMC 2039930. PMID 17397930.
- “Gene expression profiling predicts clinical outcome of breast cancer”. Nature 415 (6871):  530–6. (January 2002). doi:10.1038/415530a. hdl:1874/15552. PMID 11823860.
- “3D3/lyric: a novel transmembrane protein of the endoplasmic reticulum and nuclear envelope, which is also present in the nucleolus”. Experimental Cell Research 294 (1):  94–105. (March 2004). doi:10.1016/j.yexcr.2003.11.020. PMID 14980505.
- “Metadherin, a cell surface protein in breast tumors that mediates lung metastasis”. Cancer Cell 5 (4):  365–74. (April 2004). doi:10.1016/S1535-6108(04)00079-0. PMID 15093543.
- “Identification of a novel protein, LYRIC, localized to tight junctions of polarized epithelial cells”. Experimental Cell Research 300 (1):  134–48. (October 2004). doi:10.1016/j.yexcr.2004.06.026. PMID 15383321.
- “Cloning and characterization of HIV-1-inducible astrocyte elevated gene-1, AEG-1”. Gene 353 (1):  8–15. (June 2005). doi:10.1016/j.gene.2005.04.006. PMID 15927426.
- “Global, in vivo, and site-specific phosphorylation dynamics in signaling networks”. Cell 127 (3):  635–48. (November 2006). doi:10.1016/j.cell.2006.09.026. PMID 17081983.
- “Astrocyte elevated gene-1 (AEG-1) is a target gene of oncogenic Ha-ras requiring phosphatidylinositol 3-kinase and c-Myc”. Proceedings of the National Academy of Sciences of the United States of America 103 (46):  17390–5. (November 2006). Bibcode: 2006PNAS..10317390L. doi:10.1073/pnas.0608386103. PMC 1859939. PMID 17088530.